# Перигей

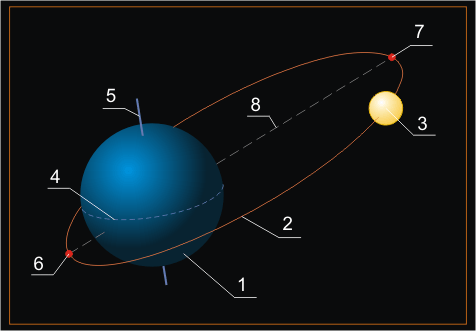
Навколоземна орбіта космічного тіла. Перигей позначено точкою 6

Периге́й (грец. περίγειος, букв. «навколоземний») — найближча до Землі точка навколоземної орбіти небесного тіла, зазвичай Місяця або штучного супутника Землі.
Відстань від перигею до центру Землі називається перигейною відстанню.
Збурюючі сили викликають зміну положення перигею в просторі. Так, унаслідок дії збурюючої сили Сонця перигей Місяця рухається по орбіті в той самий бік, що й Місяць, здійснюючи повний оберт за 8,85 років. Зсув перигею штучних супутників Землі зумовлений головним чином відмінністю форми Землі від кулі, причому величина й напрям цього руху залежать від нахилу площини орбіти супутника до площини земного екватора.